# 波蒂科尔赫蒂1913足球俱乐部
波蒂科尔赫蒂1913足球俱乐部，为格鲁吉亚波蒂市的一个足球俱乐部。波蒂科尔赫蒂目前参加格鲁吉亚足球超级联赛，主场位于Fazisi体育场。

## 成绩
- 格鲁吉亚足球锦标赛（前苏联时期）: 2

1978, 1988
- 格鲁吉亚足球超级联赛[2]:
  - 亚军：1993/94, 1996/97.
  - 季军：1994/95, 1995/96, 1997/98.